# Alpine (California)
Alpine es una comunidad no incorporada en el condado de San Diego, California, Estados Unidos. El lugar designado por el censo (CDP) de Alpine tenía en el censo de 2000 una población de 13,143 personas.
Alpine es la residencia del Representante de los Estados Unidos Duncan Hunter. 

## Geografía
Según la Oficina del Censo de los Estados Unidos Alpine está localizada en las coordenadas 32°50′4″N 116°46′14″O / 32.83444, -116.77056 (32.834563, -116.770615). Aproximadamente a 1200 pies (365,8 m) al oeste de la ubicación que la USGS dice. Según la Oficina del Censo de los Estados Unidos, el CDP tiene un área total de 69.6 km² (26.9 mi²).

## Demografía
En el censo del año 2000, había 13,143 personas, 4,775 hogares, y 3,652 familias residiendo en el CDP. La densidad poblacional era de 188.9/km² (489.1/mi²). Habían 4,958 casas unifamiliares en una densidad de 71.2/km² (184.5/mi²). La demografía del CDP era del 90.78% caucásico, 0.83% afroamericano, 1.17% amerindio, 1.98% asiático, 0.21% isleños del pacífico, 2.86% de otras razas, y 2.18% de dos o más razas. El 10.22% de la población era de origen hispano o latino.

## Educación
El Distrito de Escuelas Preparatorias de Grossmont Union gestiona las escuelas preparatorias que dan servicio en el área.